# Estuar

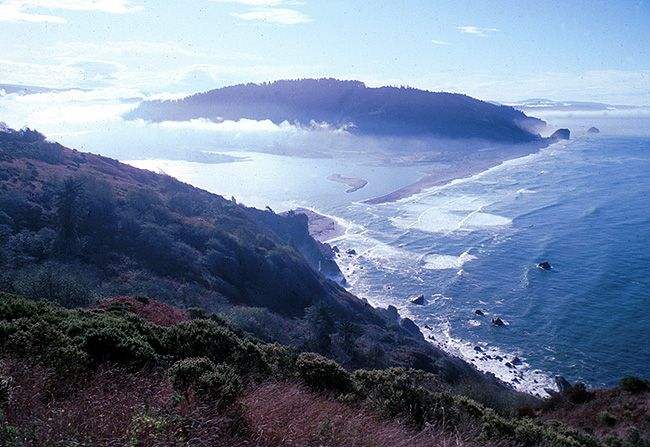
Estuarul râului Klamath

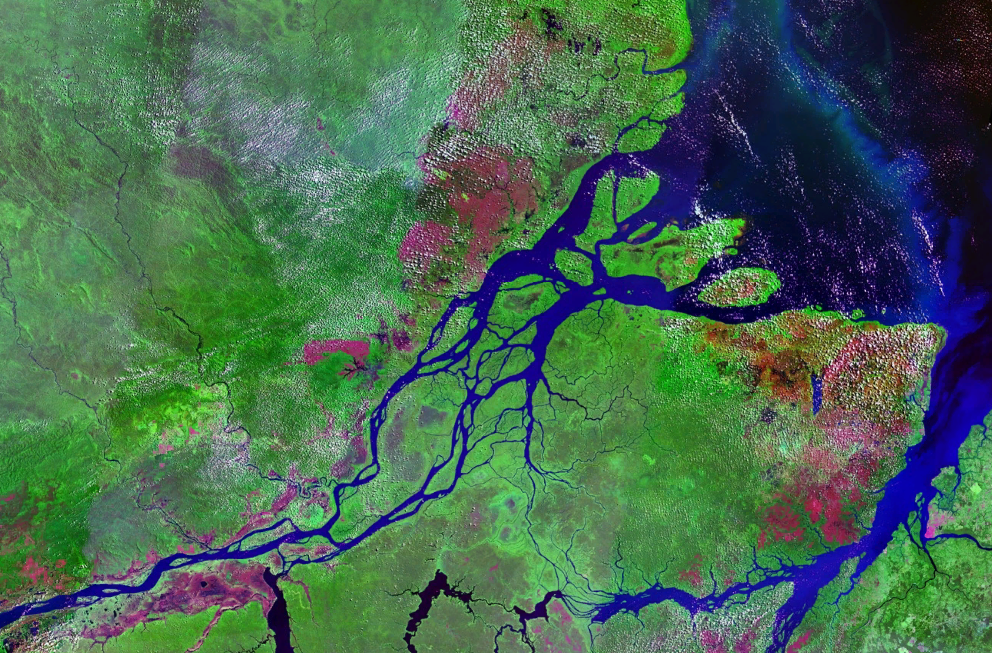
Estuarul fluviului Amazon

Estuarul este un tip de gură de vărsare a unui fluviu sau a unui râu  în mare sau în  ocean. Are de cele mai multe ori forma unei pâlnii. Se formează la țărmul mărilor și oceanelor cu maree puternice, care împiedică acumularea aluviunilor; altfel, în zonele cu maree reduse, gura de vărsare ia forma unei delte sau a unui liman. Exemple tipice sunt estuarele fluviilor Amazon din Brazilia, Saint Lawrence din Canada, Tamisa din Anglia sau Tejo din Portugalia.
Cel mai mare estuar este Río de la Plata, format la vărsarea râurilor Paraná și Uruguay, având lungimea de 290 km și lățimea de 220 km.

## Etimologie
Substantivul provine din latinescul aestuarium („locul unde mareea pătrunde”) sau din aestus („mareea, fluxul mării”).

## Impactul asupra oamenilor
Din cele mai mari 32 de orașe din lume, 22 sunt localizate într-un estuar. De exemplu, New York-ul este localizat pe estuarul râului Hudson.
Ca ecosisteme, estuarele sunt afectate de către activitățile umane (de exemplu, poluarea și pescuitul excesiv). Estuarele sunt de asemenea afectate de evenimente întâmplate în amonte, cum ar fi substanțele deversate din industrie sau agricultură, deșeuri domestice și contaminanți ce nu se dezintegrează rapid în mediul marin precum masele plastice, pesticidele, metalele grele etc.

## Implicații în viața marină
Estuarele oferă un habiat pentru un număr mare de organisme, precum peștii și păsările migratoare. Cele două mari provocări aduse viețuitoarelor din estuare sunt variația salinității și sedimentele. În sedimente s-au găsit cantități mari de bacterii consumatoare de oxigen, acest lucru rezultând la condiții anoxice (lipsa oxigenului), fapt care este intensificat de fluxul de apă limitat. Planctonul (în general diatomi și dinoflagelate) este producătorul major din acest ecosistem, acesta depinzând în mod direct de claritatea apei. Cele mai multe organisme din estuare sunt detritivore (principala sursă de hrană este detritusul din sedimente).